# Indaba
Una indaba (IPA: [i.nda.ɓa]) es una importante conferencia celebrada por la izinDuna («principales hombres») de los pueblos zulú y xhosa en Sudáfrica.

## Origen
El término proviene del Idioma zulú y significa «negocios» o «asunto». Según el Diccionario Webster significa asunto, negocio, caso, materia. El término también se ha encontrado en el uso generalizado en todo el sur de África y, a menudo simplemente significa reunión o sesión.
En su sentido original se refiere a las reuniones, que también reunirá a miembros de diferentes comunidades.

## Uso actual
Hay una indaba que tiene lugar cada año en Sudáfrica. Se refiere a una reunión de todos los implicados en el sector turístico de África. La Indaba del turismo es uno de los tres principales eventos de marketing de turismo en el calendario mundial, y sin duda el más grande de África, que atrae a miles de delegados, visitantes y representantes de medios de comunicación de todo el mundo. La Indaba se realiza en Durban cada año y en el año 2009 se realizó desde el 9 al 12 de mayo.
Por otra parte, el Arzobispo de Canterbury, Rowan Williams, utilizó la expresión cuando anunció, en abril de 2008, un alejamiento de las sesiones plenarias de votación sobre las resoluciones formales de los obispos presentes en la Conferencia de Lambeth. Presentó a «grupos de tamaño medio para la discusión de cuestiones más amplias» y dijo:
Le hemos dado a estos grupos el nombre africano de indaba, grupos donde, en la cultura tradicional africana, las personas se reúnen para resolver los problemas que afectan a todos, donde cada uno tiene una voz y donde hay un intento de encontrar una memoria en común o una historia común que todo el mundo es capaz de transmitir cuando salen fuera de ella. Así es como nos acercamos a él. Esto es lo que hemos escuchado. Así es como venimos, como rezamos y pensamos y como hablamos, todos juntos.

## En el movimiento scout
Robert Baden-Powell, fundador del Movimiento Scout, introdujo el término para llamar a las reuniones de líderes y dirigentes de dicha organización juvenil. La Indaba Scout Mundial es una reunión de líderes Scouts.